# 신학영
신학영(1994년 3월 4일 ~ )은 대한민국의 축구 선수이며 포지션은 미드필더이다. 현재 대한민국 K3리그 강릉시민축구단에서 활약하고 있다.

## 축구인 생활

### 선수 경력
2013년 드래프트에서 FC 서울에 우선지명되어 프로 무대에 입문하였으나, 경쟁이 쟁쟁한탓에 출전하지 못한채 1시즌 만에 당시 FC 서울에서는 임대를 요구한것 으로 보이나 받아들이지 않고 본인이 계약해지를 요청 한것으로 알려져있다. 이후 2014년 K3리그 FC 의정부에 입단해 김희태 감독 밑에서 중앙 공격형 미드필더로 활약하였다.
2015년 경남 FC에 입단하며 프로 무대에 복귀하였으나, 2015시즌 초중반 많은 기회를 잡지 못하였고, 강원 FC와의 리그 24라운즈에서 진경선과 교체 투입되며 프로 무대 데뷔전을 치렀다. 이후 경남에선 교체 자원으로 간간히 경기에 나섰으며, 2016년에도 선발과 교체를 오가며 경남의 중원 자원으로 활약하였으며, 10월 23일 대구 FC전에서는 프로 데뷔골을 성공시켰다.
2017년 이영익 코치가 감독으로 새로 부임한 대전 시티즌으로 이적했으며, 4월 8일 아산 무궁화전에서 대전 입단 후 첫골을 성공시켰다.
2020시즌을 앞두고 K3리그의 경주 한국수력원자력 축구단으로 이적했다.